# The Kansas Boxed Set
The Kansas Boxed Set (también conocido como The Ultimate Kansas Box Set o simplemente Box Set) es el cuarto álbum recopilatorio de la banda estadounidense de rock progresivo Kansas y fue publicado por Sony Music Entertainment en 1994.  Fue relanzado en 1998 por la misma discográfica.
Este compilado contiene los temas más populares de la banda como «Carry On Wayward Son»,  «Dust in the Wind» y «Point of Know Return», además de tres canciones grabadas en vivo inéditas, un demo de «Can I Tell You» y un nuevo tema llamado «Wheels».

## Lista de canciones

### Disco uno
| Side one |                                          |                                                      |          |  |
| N.º      | Título                                   | Escritor(es)                                         | Duración |  |
| 1.       | «Can I Tell You» (demo)                  | Steve Walsh / Rich Williams / Dave Hope / Phil Ehart | 4:20     |  |
| 2.       | «Death of Mother Nature Suite» (en vivo) | Kerry Livgren                                        | 9:00     |  |
| 3.       | «Journey From Mariabronn»                | Walsh / Livgren                                      | 7:57     |  |
| 4.       | «Song for America»                       | Kerry Livgren                                        | 10:01    |  |
| 5.       | «The Devil Game»                         | Walsh / Hope                                         | 5:04     |  |
| 6.       | «Incomudoro-Hymn to the Atman» (en vivo) | Kerry Livgren                                        | 16:08    |  |
| 7.       | «Child of Innocence»                     | Kerry Livgren                                        | 4:33     |  |
| 8.       | «Icarus-Borne on the Wings of Steel»     | Walsh / Livgren                                      | 6:04     |  |
| 9.       | «Mysteries and Mayhem»                   | Walsh / Livgren                                      | 4:20     |  |
| 10.      | «The Pinnacle»                           | Kerry Livgren                                        | 9:35     |  |

### Disco dos
| Side one |                               |                                                              |          |  |
| N.º      | Título                        | Escritor(es)                                                 | Duración |  |
| 1.       | «Carry On Wayward Son»        | Kerry Livgren                                                | 5:22     |  |
| 2.       | «The Wall»                    | Walsh / Livgren                                              | 4:47     |  |
| 3.       | «What's On My Mind»           | Kerry Livgren                                                | 3:27     |  |
| 4.       | «Opus Insert»                 | Walsh / Livgren                                              | 4:25     |  |
| 5.       | «Magnum Opus»                 | Walsh / Livgren / Robby Steinhardt / Williams / Hope / Ehart | 8:25     |  |
| 6.       | «Point of Know Return»        | Walsh / Steinhardt / Ehart                                   | 3:12     |  |
| 7.       | «Portrait (He Knew)»          | Walsh / Livgren                                              | 4:34     |  |
| 8.       | «Dust in the Wind»            | Kerry Livgren                                                | 3:29     |  |
| 9.       | «Closet Chronicles»           | Walsh / Livgren                                              | 6:31     |  |
| 10.      | «People of the South Wind»    | Kerry Livgren                                                | 3:39     |  |
| 11.      | «On the Other Side» (en vivo) | Kerry Livgren                                                | 6:4      |  |
| 12.      | «A Glimpse of Home»           | Kerry Livgren                                                | 6:36     |  |
| 13.      | «Relenless»                   | Kerry Livgren                                                | 4:57     |  |
| 14.      | «Loner»                       | Steve Walsh                                                  | 2:30     |  |
| 15.      | «Hold On»                     | Kerry Livgren                                                | 3:53     |  |
| 16.      | «Wheels» (canción extra)      | Walsh / Livgren                                              | 4:32     |  |

## Créditos

### Kansas
- Steve Walsh — voz principal (excepto en las canciones 2, 7, 9 y 10 del disco uno), teclados y coros
- Kerry Livgren — guitarra y teclados
- Robby Steinhardt — voz principal (en las canciones 1, 2, 7, 9 y 10 del disco uno), violín, viola y coros
- Rich Williams — guitarra
- Dave Hope — bajo
- Phil Ehart — batería
- David Ragsdale — violín (en la canción «Wheels»)

### Equipo de producción
- Kansas — productor
- Jeff Glixman — productor, ingeniero de sonido, mezclador, ingeniero digital y masterización digital
- Wally Gold — productor
- Phil Walsh — productor
- Bob Irwin — compilador
- Vic Anesini — ingeniero de sonido, ingeniero digital y masterización digital
- Jim de Barros — director de arte
- Barron Storey — trabajo artístico e ilustrador
- Harry Bolick — asistente de diseño
- Terry Ehart — fotógrafo
- Jonathan Exley — fotógrafo
- Neal Preston — fotógrafo
- Alan V. Michaels — notas